# Springfield (Geórgia)
Springfield é uma cidade localizada no estado americano de Geórgia, no Condado de Effingham.

## Demografia
Segundo o censo americano de 2000, a sua população era de 1821 habitantes.
Em 2006, foi estimada uma população de 2058, um aumento de 237 (13.0%).

## Geografia
De acordo com o United States Census Bureau tem uma área de 5,5 km², dos quais 5,5 km² cobertos por terra e 0,0 km² cobertos por água.

## Localidades na vizinhança
O diagrama seguinte representa as localidades num raio de 28 km ao redor de Springfield.